# ディファイアント級
ディファイアント級（-きゅう、Defiant class）は、アメリカのSFドラマ・映画『スタートレック』シリーズに登場する、惑星連邦宇宙艦隊保有の架空の宇宙艦の艦級名の一つである。
defiantは英語で「挑戦的な」を意味する。

## 概要
全長170m、デッキ数5、乗員約50名。
『スタートレック:ディープ・スペース・ナイン』のU.S.S.ディファイアント NX-74205に代表される24世紀後半の艦級である。惑星連邦宇宙艦隊が当初から戦闘目的に特化して開発した宇宙艦である。宇宙艦隊は惑星連邦防衛という軍事的機能を有してはいるものの、平時は外交や未知宙域の探査、科学調査などの任務を行っているということもあり、戦闘目的に特化した宇宙艦を開発していなかった。しかしボーグ集合体の脅威が増大したことを受け、2366年よりユートピア・プラニシア・フリート・ヤードで新兵器の開発プロジェクトが始まった（プロジェクトには、後の宇宙ステーションディープ・スペース・ナイン（DS9）司令官ベンジャミン・シスコも参加していた）。
ディファイアント級はこのプロジェクトによって設計された艦級で、宇宙艦隊初の戦艦として配属される予定であった。しかしボーグの脅威が薄まったことや、設計上の欠陥があることなどを受け、量産計画は見送られることとなった。しかし2370年代に入ってから増大しはじめたドミニオンの脅威に対抗するために、DS9に配備され、で実地運用をしながら徐々に欠陥を矯正・克服し、量産体制に入る。

### 特徴
ディファイアント級の特徴はその高い戦闘能力である。分類上は護衛艦であるが、ディファイアント級は明確に宇宙艦隊初の戦闘を主目的とした宇宙艦であり、攻撃を避けやすい小型の船体にクラス7の高出力ワープエンジンを搭載し、防御シールド、フェイザー、光子魚雷格納庫などの武装に船体リソースの大半が占められる。反面標準的な連邦艦にみられる科学ラボやホロデッキ、クルーの個室や艦長室はなく、医療室も非常に簡素で複雑な医療処置はできない。
特徴的な武装はワープナセル両舷艦首に設置されたパルス型フェイザーキャノンで、従来のビーム型フェイザーと異なり機関銃のように発射される。パルス式となったことで単位時間当たりのエネルギー密度はビーム式の比ではなく、さらにこの主砲フェイザーはワープコアからのパワーが直結されるという特別な設計がされている。それ以外に通常のビーム式フェイザータレットが後方に４門、上面に８門、下面に６門ある。光子魚雷と戦術兵器である量子魚雷は船体規模に反して大量に積み込まれており、少なくとも40本もの量子魚雷を積載できる。ただしPCゲームでは量子魚雷積載本数が5基という極端に少ない数となっている。
一方で小型の船体に対して過剰なパワーを持つエンジンと武器が搭載された構造上、欠陥が数多く目立つ。設計図通りの造船と従来の宇宙艦隊のマニュアルに沿った管理ではエンジン出力を最大にするだけで爆発してしまうとされる。そのため1番艦NX-74205のDS9での運用を経て数々の改良が施され、ディファイアント級は徐々にその欠陥を克服し、量産されるに至った。

## ディファイアント級宇宙艦一覧
U.S.S.ディファイアント（U.S.S.Defiant NX-74205）
ディファイアント級の1番艦。
U.S.S.サン・パウロ（U.S.S.São Paulo NCC-75633）
大破喪失したU.S.S.ディファイアントの代わりにディープ・スペース・ナインに配属され、後にU.S.S.ディファイアントと改称されることになった。艦名はブラジルのサンパウロ市に由来。
U.S.S.ヴァリアント（U.S.S.Valiant NCC-74210）
ラミレス大佐、ティム・ワターズ臨時大佐の指揮。艦名は英語で「（無謀なまでに）勇敢な」の意。
『スタートレック:ディープ・スペース・ナイン』第146話「過信」に登場。2374年、宇宙艦隊アカデミー候補生のフラタニティであるレッド・スクワッド（Red Squad）の訓練航行中にドミニオンの攻撃を受け喪失。生存者はジェイク・シスコ、ノーグ、士官候補生のドリアン・コリンズの3人のみであった。
U.S.S.ディファイアントC（U.S.S.Defiant-C NCC-75633-C）
ジェームズ・カーランド大佐の指揮。ディファイアントの名を持つ6隻目の艦であり、サン・パウロの登録番号を継承する4番目の艦。2400年代、ディープ・スペース・ナインに駐留。「Star Trek Online」に登場。
U.S.S.フロックス（U.S.S.Phlox）
ネヴェリックス大佐の指揮。2409年にハイララン星系の遺跡で考古学的に貴重な遺物をロミュランから保護した。艦名は22世紀のデノビュラ人医師、ドクター・フロックスに由来。「Star Trek Online」に登場。

### 名称不明艦
『スタートレック:ヴォイジャー』（VOY）において第81話「プロメテウスの灯を求めて」に2隻のディファイアント級が登場する。ロミュランに奪われたプロメテウス級U.S.S.プロメテウス NX-59650を奪回するために、アキラ級宇宙艦と共にロミュラン・ウォーバードと激しい交戦をする。これらの艦は艦名も登録番号も不明であるが、宇宙艦隊がディファイアント級を量産し緊急事態に備えていることが分かるシーンでもある。
VOY最終話「道は星雲の彼方へ」のラストシーンにおいてもディファイアント級が確認できるが、こちらも詳細は不明である。